# Julia Friese (Schriftstellerin)
Julia Friese (* 1985 in Hagen) ist eine deutsche Schriftstellerin und Kulturjournalistin, die in Berlin lebt.

## Leben
Friese studierte Germanistik, Geschichte, Publizistik und Kommunikationswissenschaft an der Freie Universität Berlin. Seit 2008 arbeitet sie als Journalistin. Seit 2021 veröffentlicht sie als Schriftstellerin. 2022 erschien ihr Debütroman MTTR im Wallstein Verlag in Göttingen. 2023 trat sie beim Prosanova-Festival mit einer Performance auf.
2009 veröffentlichte sie neben dem Studium unter dem Pseudonym Juleska Vonhagen zwei Sachbücher. Herzmist erreichte im Juni 2009 Platz 28 der Spiegel-Bestsellerliste von Buchreport. Mit Groß.Stadt.Fieber erschien 2011 ihr zweites und letztes Sachbuch unter diesem Pseudonym über die Erfahrungen von anderen nach Berlin Zugezogenen.

## Veröffentlichungen

### Romane
- MTTR. Wallstein Verlag, Göttingen 2022, ISBN 978-3-8353-5257-5.
- delulu. Wallstein Verlag, Göttingen 2025, ISBN 978-3-8353-5810-2.

### Kürzere Texte
- I Contain Multitudes. In: Maik Brüggemeyer (Hrsg.): Look Out Kid. Bob Dylans Lieder. Unsere Geschichten. Mit Marion Brasch, Jan Brandt, Frank Goosen, Judith Holofernes, Benedict Wells uvm., Ullstein, Berlin 2021, ISBN 978-3-550-20158-5, S. 200–212.
- schlechter angriff. In: BELLA triste 66. Hildesheim 2023.
- Life Starts After Breakfast. In: die horen 294. Wallstein Verlag, Göttingen 2024, ISBN 978-3-8353-5580-4, S. 31–35.
- Dreams. In: Maria-Christina Piwowarski (Hrsg.): Und ich –: 20 Geschichten über Wendepunkte des Lebens. Mit Gabriele von Arnim, Zsuzsa Bánk, Marica Bodrožić, Isabel Bogdan, Ann Cotten, Slata Roschal uvm., Ullstein, Berlin 2024, ISBN 978-3-98816-015-7.

## Auszeichnungen (als Schriftstellerin)
- 2022: nominiert für den Clemens Brentano Preis[6]
- 2024: Stipendiatin des Deutschen Literaturfonds[7]

## Auszeichnungen (als Journalistin)
- 2008: Axel-Springer-Preis für junge Journalisten[8]
- 2021: International Music Journalism Award[9]